# Nointel (Val-d'Oise)
Nointel is een gemeente in het Franse departement Val-d'Oise (regio Île-de-France) en telt 714 inwoners (2004). De plaats maakt deel uit van het arrondissement Pontoise.

## Geografie
De oppervlakte van Nointel bedraagt 3,2 km², de bevolkingsdichtheid is 223,1 inwoners per km².
De onderstaande kaart toont de ligging van Nointel (Val-d'Oise) met de belangrijkste infrastructuur en aangrenzende gemeenten.

## Demografie
Onderstaande figuur toont het verloop van het inwonertal (bron: INSEE-tellingen).